# الکس گرندی
الکس گرندی (انگلیسی: Alex Grendi؛ زادهٔ ۲۸ ژوئیهٔ ۱۹۸۷) بازیکن فوتبال اهل ایالات متحده آمریکا است.
از باشگاه‌هایی که در آن بازی کرده‌است می‌توان به باشگاه فوتبال کلمبوس کرو اشاره کرد.